# Neurowissenschaftliche Gesellschaft
Die deutsche Neurowissenschaftliche Gesellschaft e. V. (NWG) ist eine Fachgesellschaft im Bereich der Neurowissenschaften. Sie vertritt die Interessen von Grundlagenforschern, die sich mit der Entwicklung, der Funktionsweise, den Leistungen und den Störungen von Gehirn und Nervensystem befassen.

## Geschichte
Die Neurowissenschaftliche Gesellschaft wurde am 24. April 1992 in Frankfurt am Main gegründet und 1993 als gemeinnütziger Verein beim Amtsgericht Charlottenburg eingetragen. Seitdem darf sie den Zusatz e.V. führen.

## Aktivitäten
Die NWG hat sich zum Ziel gesetzt, die Neurowissenschaften in Forschung und Lehre zu fördern und in allen ihren Teilbereichen im In- und Ausland zu repräsentieren. Sie ist Projektpartner bei dasGehirn.info, bietet Methodenkurse und Workshops für Studenten, Doktoranden und junge Wissenschaftler sowie kostenlose bundesweite Fortbildungsveranstaltungen für Oberstufenlehrer und -schüler an.
Die Neurowissenschaftliche Gesellschaft ist Herausgeber der Zeitschrift Neuroforum und berichtet hierin über Entwicklungen auf allen Ebenen der Neurowissenschaften. In den ungeraden Jahren findet die Göttinger Tagung der NWG in der Tradition der Göttinger Neurobiologentagung statt. Sie hat über 1.800 Teilnehmer und ist damit eine der größten nationalen neurowissenschaftlichen Tagungen auf europäischem Boden.
Die Gesellschaft verleiht im zweijährigen Turnus den mit 20.000 Euro dotierten Schilling Forschungspreis. Im Jahr 2018 vergab die NWG erstmals die Otto-Loewi-Medaille. Erster Preisträger wurde Helmut Kettenmann, der für seine herausragenden Arbeiten und seine Einsatzbereitschaft geehrt wurde.

## Bisherige Präsidenten
- 1995–1997: Michael Frotscher
- 1997–1999: Ulf Eysel
- 1999–2001: Georg W Kreutzberg
- 2001–2005: Herbert Zimmermann
- 2005–2007: Klaus-Peter Hoffmann
- 2007–2009: Mathias Bähr
- 2009–2011: Sigrun Korsching
- 2011–2013: Herta Flor
- 2013–2015: Helmut Kettenmann
- 2015–2017: Hans-Joachim Pflüger
- 2017–2019: Eckhard Friauf
- 2019–2021: Albert Ludolph
- 2021–2023: Christine Rose
- 2023–2025: Frank Kirchhoff
- seit 2025: Ansgar Büschges

## Sektionen
Die NWG besteht aus zehn Sektionen, welche die verschiedenen thematischen Ausrichtungen der Gesellschaft repräsentieren. Dazu gehören Computational Neuroscience, Entwicklungsneurobiologie / Neurogenetik, Klinische Neurowissenschaften, Kognitive Neurowissenschaften, Molekulare Neurobiologie, Neuropharmakologie / -toxikologie, Systemneurobiologie, Verhaltensneurowissenschaften, Zelluläre Neurobiologie und Junge NWG (jNWG).

## Partnerorganisationen
Die NWG arbeitet mit Partnerorganisationen im In- und Ausland zusammen, um ihre satzungsgemäßen Ziele umzusetzen.
Die NWG vertritt die deutschen Neurowissenschaftler in der International Brain Research Organization, ist Gründungsmitglied der Federation of European Neuroscience Societies und vorschlagsberechtigt für die Fachgutachterwahlen der Deutschen Forschungsgemeinschaft. Sie kooperiert mit der Leopoldina, ist Mitglied des German Brain Council und Kooperationspartner des Vereins Tierversuche verstehen.